# Spondias dulcis
L'ambarel·la (Spondias dulcis, abans Spondias cytherea), és el fruit tropical d'un arbre dit prunier o pommier o arbre de Cythère en francès.

## Noms a tot el món
Rep molts noms comuns com ara ambarella en castellà, italià i anglès; golden apple (Grenada, Barbados i Guyana), june plum (Jamaica i les Bermudes) o golden plum (Belize) en anglès; eriba, jobo Indio (Veneçuela), juplón (Costa Rica), mangotín (Panamà), manzana de oro (República Dominicana) o ciruela del Pacífico en castellà; cajá-manga i cajarana (Brasil i São Tomé i Príncipe) o cajá, taperebá-do-sertão, cajá-anão en portuguès; ponm sitè o prin sitè en els criolls de base lexical francesa (Haití, Dominica, Saint Lucia, Martinica, Guadalupe, Trinitat i Tobago); quả cóc al Vietnam, ម្កាក់ /məkaʔ/ a Cambodja, amra a Bangladesh, etc.

## Descripció
Arbre de creixement ràpid pot arribar a fer 18 m d'alt. El seu lloc d'origen és a Melanèsia i Polinèsia. És un arbre caducifoli amb fulles pinnades de 20 a 60 cm de llarg compostes amb folíols. Les flors són poc vistoses en panícules terminals. Els fruits són ovals de 6.25-9 cm de llarg. Pesen vora mig quilo.
Es cultiva a Jamaica del 1782 ençà, a Cuba, Haití, la República Dominicana i també de Puerto Rico a Veneçuela.

## Usos
El fruit es pot menjar cru o cuinat, fer-ne una salsa o fer-ne un suc.